# 尚蓉
尚蓉（2000年2月12日—），辽宁人，中國女子藝術體操運動員。

## 生平
2015年4月，尚蓉在全国艺术体操个人冠军赛获得全能赛银牌和两块个人单项金牌（棒操和球操）。
2016年4月，尚蓉在里约奥运会艺术体操测试赛个人全能资格赛的决赛中以65.041分名列第九，获得了奥运会的參賽资格。